# Fort Massu
 (décembre 2019).
Si vous disposez d'ouvrages ou d'articles de référence ou si vous connaissez des sites web de qualité traitant du thème abordé ici, merci de compléter l'article en donnant les références utiles à sa vérifiabilité et en les liant à la section « Notes et références ».
Le Fort Massu est un fort situé près de Timia, dans le Aïr, au Niger.
Il a été construit à partir de 1951 sous l'autorité de Jacques Massu, alors commandant de la 4e brigade d'AOF à Niamey.